# Красноармейский (Рязанская область)
Красноармейский — поселок в Чучковском районе Рязанской области. Входит в состав Аладьинского сельского поселения.

## История
В 1966 г. указом президиума ВС РСФСР поселок Красноармейского отделения совхоза «Аладьино» переименован в Красноармейский.

## Население
| 1981 | 2010 |
| ---- | ---- |
| 110  | ↘50  |